# La Provence
La Provence este un cotidian regional francez fondat în 1997 la Marsilia. A apărut în urma fuziunii celor două cotidiene Le Provençal și Le Méridional, ambele controlate de fostul primar al Marsiliei, Gaston Defferre.

## Istorie
La Jeune République a fost un cotidian popular în Marsilia înființat în 1873 de Léo Taxil (1851-1907), devenind ulterior Le Petit Provençal, apoi Le Provençal sub Gaston Defferre și apoi La Provence. Clovis Hugues a fost unul dintre primii redactori-șef.
La Provence apare în trei departamente: Bouches-du-Rhône, Vaucluse și Alpes-de-Haute-Provence.
Din decembrie 2001, La Provence difuzează cotidianul gratuit Marseille Plus în Marsilia, după ce a lansat Marseille l'Hebdo, un săptămânal care în 2005 avea un tiraj de 15.000 de exemplare. Din 1999, deține, de asemenea, SA Corse Presse împreună cu Groupe Nice-Matin, editor al cotidianului Corse-Matin. A devenit asociat unic de la 1 decembrie 2014.
În 2008, cotidianul a devenit proprietatea grupului media Hersant.
Președintele-Director general Didier Pillet i-a succedat lui Stéphane Duhamel în ianuarie 2008. El a fost înlocuit în septembrie 2010 de Marc Auburtin. Ziarul și-a schimbat directorii de redacție de trei ori în șase ani. Din 2004 până în ianuarie 2008, a fost Gilles Dauxerre, apoi Philippe Minard a deținut această funcție din octombrie 2010.
În decembrie 2012, după câteva luni de negocieri cu băncile și grupul belgian Rossel, Philippe Hersant a păstrat proprietatea asupra acțiunilor contribuind cu jumătate din majorarea de capital de 48 de milioane de euro, cealaltă jumătate venind de la Groupe Bernard Tapie.
Pentru a obține acest rezultat, Philippe Hersant a emis un ultimatum către cele 17 bănci creditoare: fie îi acceptau oferta, fie declara falimentul Groupe Hersant Media, în urma căruia el însuși risca să piardă totul. La Provence generează un venit brut din exploatare de 5 milioane de euro pe an, care va fi folosit de unul dintre cei doi acționari ai săi, Philippe Hersant, pentru a rambursa datoriile celuilalt grup de presă al său, situat în Elveția.
În primăvara anului 2013, Groupe Bernard Tapie a devenit acționar al ziarului. La 16 iulie 2013, grupul media Hersant a anunțat vânzarea ziarului La Provence către Groupe Bernard Tapie.
La sfârșitul lunii octombrie 2015, grupul belgian Nethys a anunțat că intră in actionariat, prin intermediul filialei sale Avenir Développement (AD), detinand 11% din grupul La Provence.

## Informații financiare
La Provence avea 476 de persoane angajate în 2018 și realiza o cifră de afaceri de 66.189.600 de euro. A înregistrat o pierdere de 671.600 de euro.
Capitalul propriu, la sfârșitul anului 2018, era de 12.384.300 de euro, iar datoria financiară era de 17.858.400 de euro.